# コンスタンティン・バティギン
コンスタンチン・バティギン（ロシア語: Константи́н Юрьевич Батыгин）は、アメリカの天文学者で、カリフォルニア工科大学の惑星科学の教授。

## 生い立ち
コンスタンチン・バティギンは、ソビエト連邦のモスクワで生まれた。彼の父、ユーリ・コンスタンティノビッチ・バティギンは、1994年までモスクワ工学物理学研究所で加速器物理学者として働いていたが、妻のガリーナと家族と共に日本の和光に移り、理化学研究所の粒子加速器施設で働き始めた。コンスタンチンは日本の公立小学校を卒業し、後にロシア大使館を拠点とする学校に通い、武術剛柔流を学んだ。
1999年後半、13歳のバティギンは、家族と共にカリフォルニア州モーガン・ヒルに引っ越した。
彼は、カリフォルニア大学サンタクルーズ校 (UCSC) に通い、彼のロックバンドである The Seventh Season で演奏を続けた。学部2年生のときにグレゴリー・P・ラフリンと出会い、その後、太陽系の長期的な動的進化について共同で研究を始めた。2008年6月、天体物理学の学士号を取得して卒業し 、論文「太陽系の動的安定性」でローレン・ステック賞を受賞した。その後、バティギンは博士号を取得。2012年にカリフォルニア工科大学で惑星科学の学位を取得。

## 経歴
バティギンの研究は、主に惑星系の形成と進化を理解することを目的としている。 2010年に、David J. Stevensonと共同で計算結果を発表し、電離された大気風と惑星の磁場との間の相互作用によって誘導される電流のオーム散逸の結果として、ホット・ジュピターが膨張する可能性があることを示した。 2012年、バティギンは、恒星のスピン軸と惑星の軌道との間の不整合が、原始伴星によって原始惑星系円盤に加えられる重力摂動から生じる可能性があることを実証した。2015年、バティギンとLaughlinは、太陽系がかつて太陽系星雲を通る木星の移動によって破壊された短周期惑星の集団を所有していたという仮説を立てた。 2016年1月、バティギンとマイケル・E・ブラウンは、太陽系の9番目の惑星の存在を提唱した。2018年、バティギンは天体物理学における円盤の進化が、量子力学の基本方程式であるシュレーディンガー方程式でモデル化できることを示した。NOVA 2019 ミニシリーズThe Planetsを含む複数のドキュメンタリーに出演。